# Маканчи
Маканчи (каз. Мақаншы) — административный центр Маканчинского района и единственный населенный пункт Маканчинского сельского округа в Абайской области Казахстана. Находится примерно в 45 км к юго-востоку от посёлка Урджар. Код КАТО — 636473100. До 1997 года было центром упразднённого Маканчинского районаи в 2023 году вернуло статус райцентра.
В картах Российской империи конца 19 века, а именно в "Карте Путей Сообщения Азиатской России" от 1899 года, Маканчи указывался как "Хатын-чу", по названию реки Катынсу. Также известный как Мұқан-шы после 19 века название было переименовано Хану Мұқан живший в Этой территории в 17-веку, после войны против Китайских вождей голова жены Мұқан-Хана   Айбибі истекала кровью на реке Ұзын көл ( нынешное название Қатын су)

## Население
В 1999 году население села составляло 13125 человек (6566 мужчин и 6559 женщин). По данным переписи 2009 года, в селе проживали 12242 человека (5938 мужчин и 6304 женщины).

## География
Село находится у южного предгорья хребта Тарбагатай в юго-восточной части Абайской области. Ближайшие железнодорожные станции Аягуз (220 км) и Жаланашколь (Достык), находящиеся в 135-ти км. До города Семипалатинск 560 км.

### Часовой пояс
Маканчи, как и вся Абайская область, находится в часовом поясе UTC+6. С 2004 года в Казахстане был отменён переход на летнее время.

### Климат
Климат региона — резко континентальный, что связано с наибольшим удалением на материке от океанов и обуславливает большие амплитуды в годовом и суточном ходе температуры. 

## Транспорт
Маканчи — важный автомобильный узел в Казахстане.

### Автомобильные дороги
Через село проходит автомобильная трасса республиканского значения А-356, которая заканчивается в селе Бахты на Казахстанско-Китайской границе.
Через село ежедневно проезжают сотни автомобилей. Село связано автобусным сообщением с другими областями Казахстана (Восточно-Казахстанской, Алматинской) и городами Алматы, Усть-Каменогорск, Семей, а также посёлками и районами Абайской и Восточно-Казахстанской областей.

### Воздушный транспорт
Ближайший аэропорт расположен в селе Урджар.

## Инфраструктура

### Образование
В селе имеется 3 школы, школа-детский сад и детский сад.

### Здравоохранение
Маканчинская Районная Больница №2 расположена недалеко от ВЧ 2086.

### Телекоммуникации
В настоящее время в селе услуги телефонии и связи предоставляет компания АО «КазахТелеком».

### Мобильная связь
В селе Маканчи работают все операторы сотовой связи в стандартах 4G/3G/2G: АО «Kcell»; «Beeline KZ»; «Tele2»; АО «Altel».

### Культура
Имеется дом культуры, в котором проходят выступления.